# بالتیک (اوهایو)
بالتیک (به انگلیسی: Baltic) روستایی در ایالات متحده آمریکا است که در اوهایو واقع شده‌است. بالتیک ۲٫۰۷ کیلومتر مربع مساحت و ۷۹۵ نفر جمعیت دارد و ۳۲۵ متر بالاتر از سطح دریا واقع شده‌است.